# Szamburuk
A szamburuk Kenyában, a Kenya-hegytől északra fekvő száraz területeken élő, nilota nyelvet beszélő népcsoport.
A maszájokkal (maszaik) közeli rokonságban állnak, velük közel azonos nyelvet beszélnek (kb. a szókincsük 95%-a egybeesik). A szamburuk hagyományosan félnomád pásztorok, akik elsősorban szarvasmarhákat legeltetnek, de tartanak juhokat, kecskéket és tevéket is. Saját magukat „Lokop” vagy „Loikop” néven emlegetik, amely kifejezésnek a szamburuk körében többféle értelmezése van. Egyes kutatók szerint ez azt jelenti, hogy „a föld tulajdonosai” („lo”: tulajdon és „nkop”: föld).
A szamburuk a maa nyelv szamburu nyelvjárását beszélik, amely egy nílusi-szaharai nyelv. A maa nyelv maszájként is ismert, és ennek nyelvjárásait beszéli a maa közösség 22 másik altörzse is. Egyesek szerint a szamburuk a maszájoktól különálló törzset alkotnak, és ezt a nézetet a szamburuk egy része ma is elfogadja.

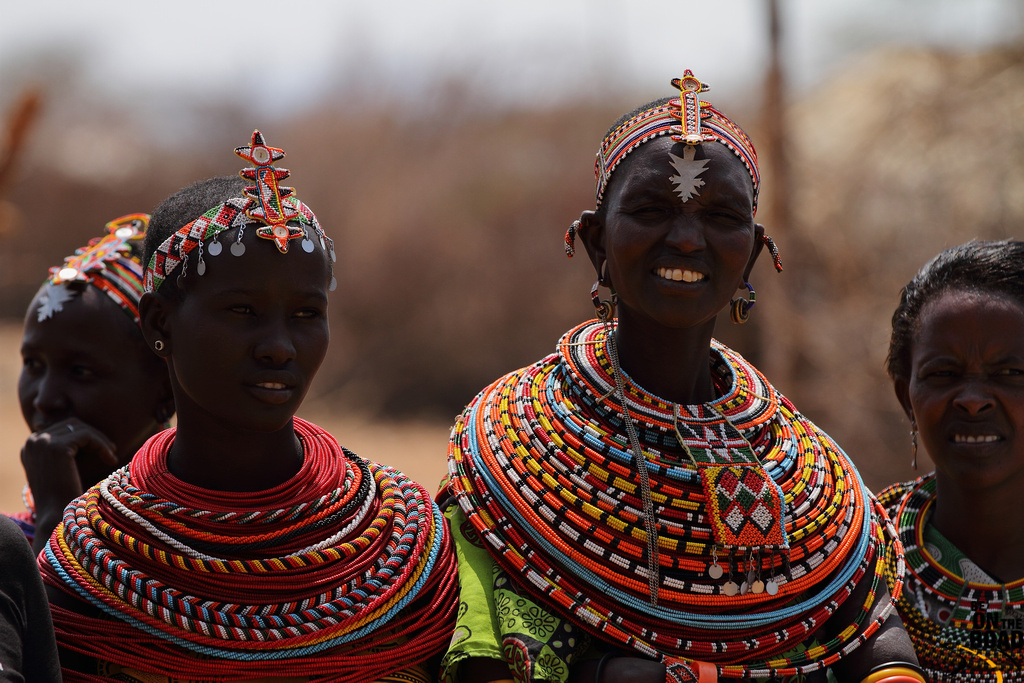
Szamburu asszonyok

A szamburu Nemzeti Rezervátum Kenya egyik legismertebb vadvédelmi területe. A Kenya és Tanzánia határán élő maszáj népeken belül a szamburu altörzs a harmadik legnagyobb, a Tanzánia területén élő kisonko (izikirari), valamint a kenyai és tanzániai purko után.
A rendillékhez hasonlóan a szamburu harcosok is gyakran tapasztják össze okkerrel napellenzőszerűen a hajukat. A nők a maszájokhoz hasonló színes gyöngysorokat viselnek. A szamburu családok vesszővázas, sárral tapasztott kunyhókban élnek, amelyeket tüskés bokrokból álló kerítés vesz körbe. Az állatokat – amelyeket éjszakára a kerítésen belül terelnek – inkább a tejükért, mintsem a húsukért tartják. Állatot csak különleges alkalmakra vágnak le. A szamburuk hagyományosan félnomád pásztorok, megélhetésük alapja az állattenyésztés: szarvasmarha, kecske és juh, valamint néhány dromedár, de a zsugorodó élőhely miatt sokan már elkezdték a gabona- és zöldségfélék termesztését is.

## Történelem
A szájhagyományok egy Woto (néha Otto, *Do, To, vagy Do) nevű helyről beszélnek, amelyet a szamburuk szülőföldjüknek tekintenek. A woto szó szamburu nyelvben északot jelent, de a terület pontos helye ismeretlen. Általában a Turkana-tótól északra található, valahol Etiópia déli részén. Feltehető, hogy amikor a maszájok Dél-Szudán vidékéről a mai Kenya vidékére vándoroltak, egy csoportjuk letért kelet felé, belőlük lettek a szamburuk.

### Kulturális kapcsolatok
A nandi hagyományok szerint az első ember aki a körülmetélést gyakorolta, egy Kipkenyo nevű férfi volt, aki egy Do (más beszámolókban To, ami a kalendzsin nyelvekben fellelhető *d hang intervokalikus hangá alakulására utal – legközelebbi kiejtése Tto) nevű országból érkezett.
„ A történet szerint Kipkenyónak több testvére is volt, akik mind meghaltak, amikor elérték a serdülőkort, ezért Kipkenyo úgy döntött, amikor már több saját gyermeke is született, hogy ebben a korban mindegyiküket „kicseréli”, ezért körülmetélte őket, és mivel egyik gyermeke sem halt meg, a nandik követték a példáját, ennek következtében a körülmetélés általánossá vált. ”

– Hollis, A. C., The Nandi - Their Language and Folklore, 1909

Ez megfelel azoknak a nyelvészeti tanulmányoknak, amelyek a déli-nioták és a keleti kusiták közötti jelentős kulturális kölcsönhatásra utalnak a niloták nyugat-kenyai letelepedését megelőző időszakban.

## Kultúra

### Társadalmi szervezet

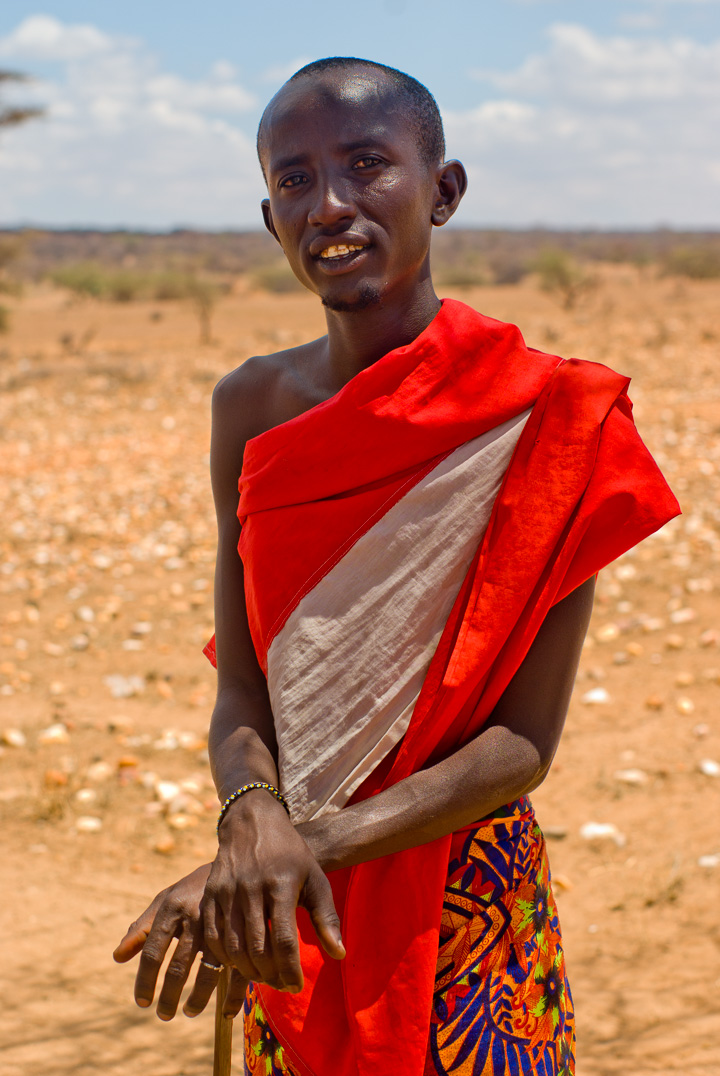
Egy szamburu törzsfőnök

A szamburu társadalom a gerontokrácián alapul. Az életkor fontos szerepet játszik a társadalmi helyzet meghatározásában, és a férfiaknak különböző szinteken kell végigmenniük, mielőtt 30-as éveikben nagy hatalmú „öreggé” nem válnak. A törzseket papok irányítják, akik szertartásokkal erősítik hatalmukat (a törzs tagjai hisznek abban, hogy a vezetők képesek átkokat szórni). Kizárólag ők vezényelhetik le a törzsük tagjai között a házasságkötést, illetve csak ők tarthatnak egynél több feleséget.

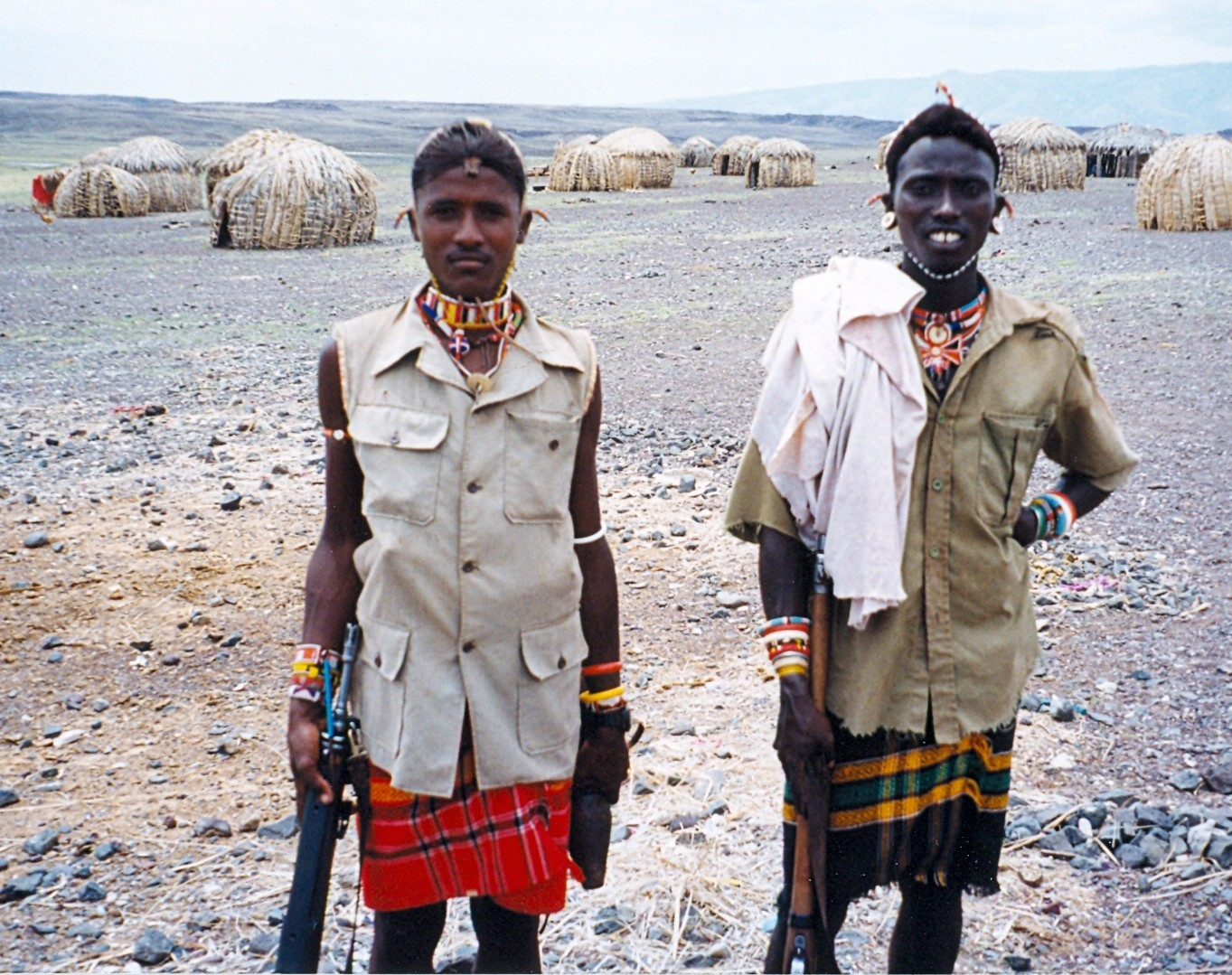
Szamburu harcosok a Turkana tónál

A törzs ifjainak felavatásakor mindent elkövetnek az avatandók személyiségének gyengítéséért, hogy később nekik engedelmeskedő felnőttekké, bátor harcosokká váljanak (a modern társadalomban a fegyveres erőknél a szigorú fegyelemnek, egyforma hajvágásnak és egyenruhának hasonló szerepe van). A legcsekélyebb engedetlenség esetén a fiatalembereket transzba helyezve „átgyúrják”. A transzállapotot ünnepi táncokkal idézik elő. A szertartás első mozzanata az asszonyok tánca dobkísérettel, majd – kissé távolabb – a férfiak is bekapcsolódnak, végül a két csoport csatlakozik egymáshoz. Az asszonyok számára tilos a férfiakkal közös, vad táncolás, részvételük leginkább az éneklésre korlátozódik. Ők nem eshetnek transzba; ha mégis megtörténik, elvezetik őket a helyszínről, ugyanis a transz feloldja a szexuális gátlásokat, ami később bonyodalmakhoz vezet, különösen férjes asszonyok esetében. A férfiak energikus, ritmikus mozgásokkal, folyamatosan a magasba ugrálva, teljes súlyukkal a sarkukra esve idézik elő a transzállapotot. A módszer az agy alkalózisához vezet, amiről megállapították, hogy segíti a transz előidézését. A tánc addig folytatódik, míg a táncos össze nem esik, jelezve ezzel a törzs vezetőinek, hogy megszabadult a gátlásaitól, s kezdhetik uralmuk elismerésének megerősítését. A tánc helyettesíti az alkoholt, és levezeti a feszültségeket.

### Ruházat
A szamburu férfiak hagyományosan a derekuk köré tekert, gyakran rózsaszín vagy fekete színű ruhát viselnek. Nyakláncokkal, karkötőkkel és bokalánccal díszítik magukat, akárcsak a maszáj közösség más altörzsei. A moran („harcos”) korosztály tagjai jellemzően hosszú copfban hordják a hajukat, amelyet idősebb korukban leborotválnak. A hajat vörös okkerral színezik. A testüket néha szintén díszítik okkerrel. A nők kettő kék vagy lila ruhadarabot viselnek, az egyiket a derekukra, a másikat a mellkasukra tekerve. A nők a hajukat borotváltan tartják, és számos nyakláncot és karkötőt viselnek. Az elmúlt évtizedben az öltözködési stílus megváltozott. Egyes férfiak az 1980-90-es évekbeli piros-tarka ruhát viselnek, vagy a derekuk körül sötétzöld/kék kockás ruhát, úgynevezett „kikoi”-t, gyakran rövidnadrággal a derekuk alatt. A marani (lmuran – harcosok) virágos vagy pasztellszínű ruhát viselnek. Néhány nő még mindig két darab kék vagy vörös ruhát visel, de divatba jöttek a mély színekben pompázó állat- vagy virágmintás ruhák. A nők gyakran viselnek kis pántos felsőt is a ruhájukhoz, és a kockás szoknyák is elterjedtek.

### Ételek

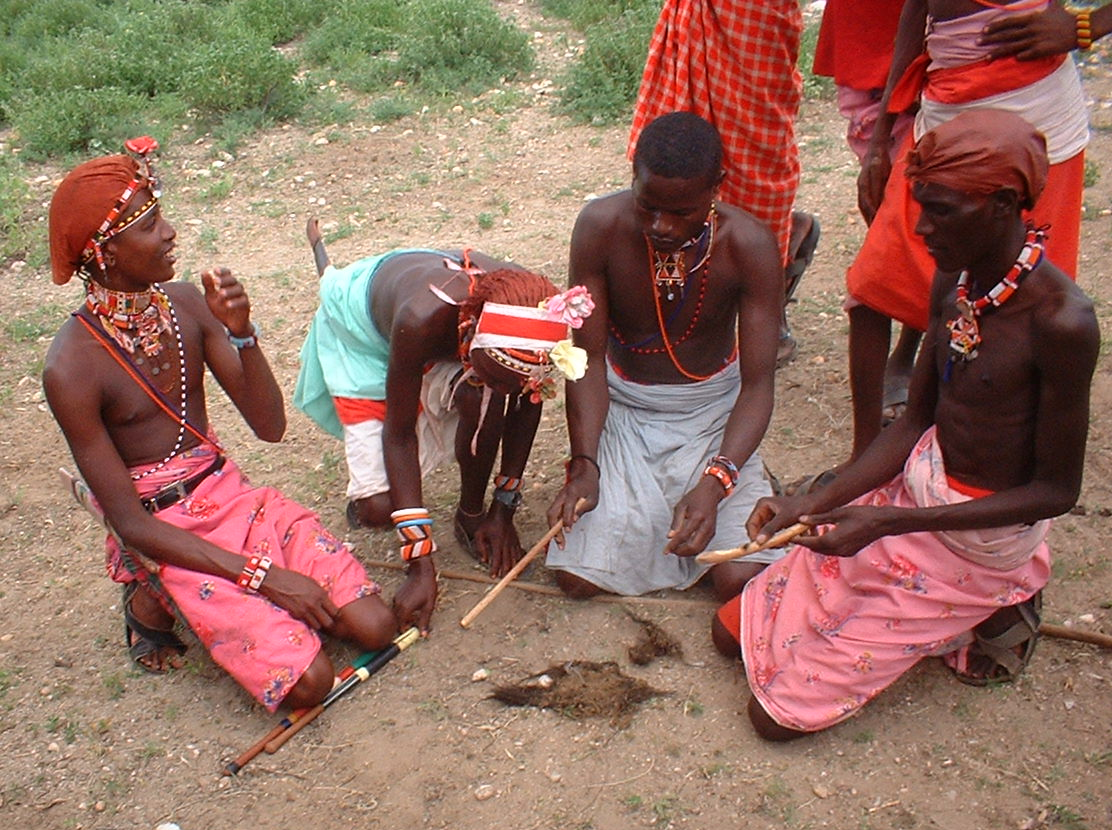
Szamburu férfiak tüzet gyújtanak

Hagyományosan a szamburuk szinte kizárólag az állattartásra támaszkodtak, bár a mezőgazdaságot folytató szomszédos népekkel kialakított kereskedelem és a vadon élő élelmiszerek felhasználása is fontos volt. A gyarmati időszak előtt a tehén-, kecske- és juhtej volt a mindennapi alapvető élelmiszer. A szóban fennmaradt történetek dokumentációi arra utalnak, hogy a kistestű állatok legalább a tizennyolcadik századtól kezdve jelentős szerepet játszottak az étkezésben és a gazdaságban. A huszonegyedik században a szarvasmarha és a kisállatok továbbra is alapvető fontosságúak a szamburu gazdaságában és társadalmi rendszerében. A tej még mindig értékes részét képezi a szamburuk étrendjének, ha rendelkezésre áll, és frissen vagy erjesztve is fogyasztható; az "érett" tejet gyakran jobbnak tartják. A szarvasmarhák húsát inkább csak szertartásos alkalmakkor fogyasztják, vagy ha egy tehén véletlenül elpusztul. A kisállatok húsát gyakrabban fogyasztják. Manapság a szamburuk egyre inkább a vásárolt mezőgazdasági termékekre támaszkodnak – a pénzt főként az állateladásokból szerzik be -, és kását készítenek, legyakrabban kukoricalisztből. A tea is nagyon elterjedt, sok cukorral és (ha lehetséges) és sok tejjel fogyasztják, a modern időkben a szamburuk étrendjének egyik alapanyaga. Vért élő állatokból és levágott állatokból is vesznek. Legalább tizenhárom különböző módon képesek elkészíteni, és akár egy egész ételt is tudnak csinálni belőle. Néhány szamburu a mezőgazdaság felé fordult, változó eredménnyel.

### Körülmetélés
A szamburuk mind a fiúk és a lányok esetében gyakorolják a körülmetélést és a női nemi szervek megcsonkítását, ami Kenyában törvénytelen. A fiúkból – a maszájokhoz hasonlóan – körülmetélés után lesz morán (harcos), a lányoknál házasságkötésük napján (16 éves koruk körül) hajtják végre a genitális csonkítást. Azokat a lányokat, akik még nem estek át a női körülmetélésen, a „gyöngyözés” néven ismert gyakorlat részeként megerőszakolás veszélye fenyegeti, és nem vállalhatnak gyermeket.

## Vallás
A szamburuk hagyományos hitrendszere egyetlen mindenható isten, Nkai tiszteletére összpontosít. Nkai a mai napig jelentős szerepet tölt be a szamburuk életében. Nem ritka, hogy a gyerekek és a fiatalok, különösen a nők látomásairól számolnak be, amelyeket Nkai küldött nekik. Néhányan közülük bizonyos ideig prófétálnak, és egész életük során hírnevet szereznek maguknak. E spontán próféták mellett a szamburuknak vannak jósnőik vagy sámánjaik, a „loibonok”, akik megjósolják az egyéni betegségek és szerencsétlenségek okait, valamint tanítják a harcosokat.
A szamburuk úgy vélik, hogy Nkai megvédi azokat, akik tisztelik őt, azonban büntetést is kiszab, ha egy idősebb megátkoz egy fiatalabb személyt valamilyen tiszteletlenség miatt. Az idősebbek haragját úgy tekintik, mint egy Nkai-hoz intézett fellebbezést, és Nkai az, aki eldönti, hogy az átok jogos-e. Ha az áldozatot szerencsétlenség éri, azért, mert egy idősebb emberrel szemben tiszteletlenséget tanúsít, akkor az áldozatnak fel kell keresnie a sértett személyt, és jóvátételt kell ajánlania áldásért cserébe. Ez lecsillapítja az idősebb ember haragját, és visszaállítja Nkai védelmét. Azonban ritka, hogy egy idősebb ember megátkozzon egy fiatalabbat. Az átkokat a rendkívüli tiszteletlenség esetére tartogatják.

## A nyugati populáris kultúrában
A szamburukat széles körben ábrázolták a populáris kultúrában, a hollywoodi filmektől kezdve a nagy televíziós reklámokon át az újságírásig. Az ilyen ábrázolások felhasználják a szamburuk színes kulturális hagyományait, de néha előfordul a pontosság. A szamburuk egyik legkorábbi filmes megjelenése John Ford 1953-as Mogambo című klasszikusában volt, amelyben olyan sztároknak szolgáltak háttérszereplőként, mint Clark Gable, Grace Kelly és Ava Gardner.
Az 1990-es években 300 szamburu utazott Dél-Afrikába, hogy Kevin Bacon ellenfeleként játsszon a The Air Up There című kosárlabda-vígjátékban, amelyben a szamburukat egy „The Winabi” nevű csoportként ábrázolják, amelynek a vezetője egy kosárlabda-sztár, aki Bacont egy főiskolai vezetőedzői állásig repítené. Szamburu statiszták alakítják a Michael Douglas és Val Kilmer főszereplésével készült 1996-os ragadozók című filmben (az eredeti történet címnének pontos fordítása szellem és a sötétség lenne) a velük közeli rokon, de ismertebb maszáj népcsoport tagjait (a film a tsavói oroszlánok történetét dolgozza fel). A 2005-ös A fehér maszáj című film – amely egy svájci nőről szól, aki beleszeret egy szamburu férfiba – hasonlóan összemossa a két népcsoportot, főként azért, mert az alkotók és a rendezők úgy vélték, hogy a szamburukról senki sem hallott.
Táncoló szamburuk szerepeltek egy MasterCard reklámfilmben. Híres a szamburuk futóként való ábrázolása egy 1980-as évek végi Nike-reklámban, amelyben egy szamburu férfi szavait a Nike „Just Do It” szlogenjeként fordították le angol nyelvre. Ezt Lee Cronk antropológus javította ki, aki a reklámot látva felhívta a Nike és a média figyelmét, hogy a szamburu férfi azt mondta: "Mayieu kuna. Ijooki inamuk sapukin", aminek a pontos fordítása: ”Nem akarom ezeket. Adjatok nekem nagy cipőt." A Nike a hiba magyarázataként elismerte, hogy rögtönözték a párbeszédet, és kijelentette: „azt gondoltuk, hogy Amerikában senki sem fogja tudni, mit mondott”.
A Túlélők (Survivor) című amerikai valóságshow-sorozat 3. évadában – 2001-ben Kenyában forgatták – szereplő egyik törzset szamburunak hívták.

## Konfliktusok
Az MSNBC egy 2009-es cikkében elkalauzolta az olvasókat az állítólag szamburu megyében található helyekre, miközben azt állította, hogy a szamburuk és a szomszédos pokotok közötti konfliktusok abból adódtak, hogy mindkét nép körében éhínség alakult ki, mert több szarvasmarhájuk volt, mint amennyit a legelők el tudtak volna tartani.
A szamburu és a pokot törzsek közötti fegyveres összetűzés 2010 óta fokozódott, és a szarvasmarha-állományok egyre növekvő mérete miatt egyre kevesebb legelő áll rendelkezésre, amelyek száma ma már eléri az 1500 szarvasmarhát egyetlen csordában. A 2010 óta visszatérő aszályok és a 2017-es pusztító szárazság miatt a legelőkért folytatott harcok oda vezettek, hogy mindkét fél megszállta Laikipia megye magánfarmjait és természetvédelmi területeit. A fegyveres konfliktust a politikusok szították, akik ezt arra használták fel, hogy javítsák megítélésüket a pásztorkodó közösségek körében.

## Fordítás
- Ez a szócikk részben vagy egészben  a   Samburu people című angol Wikipédia-szócikk ezen változatának fordításán alapul.  Az eredeti cikk szerkesztőit annak laptörténete sorolja fel. Ez a jelzés csupán a megfogalmazás eredetét és a szerzői jogokat jelzi, nem szolgál a cikkben szereplő információk forrásmegjelöléseként.